# Vasodilatación
En fisiología, vasodilatación es el incremento del diámetro interno de los vasos sanguíneos (arterias y venas) lo que permite que aumente el flujo de sangre a través de ellas. Las sustancias que provocan vasodilatación se llaman vasodilatadores. El fenómeno contrario a la vasodilatación es la vasoconstricción.

## Fisiología

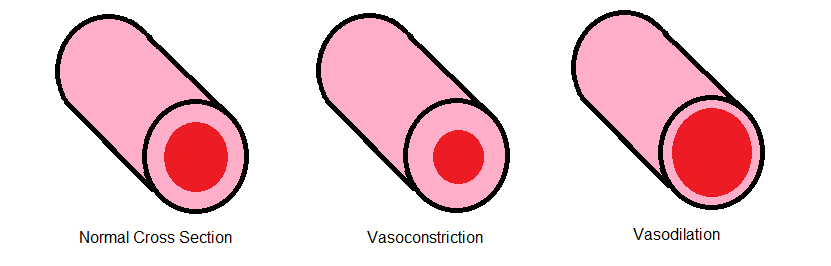
Esquema que representa un vaso sanguíneo normal y tras el proceso de vasoconstricción y vasodilatación.

La vasodilatación se produce por la relajación del músculo liso situado en la pared de los vasos sanguíneos, dicha relajación aumenta el radio de la luz de los vasos y permite que aumente el flujo de sangre. El músculo liso de la pared vascular responde a diferentes estímulos, entre ellos las aferencias del sistema nervioso autónomo, sustancias secretadas por células inflamatorias y numerosos fármacos.
La principal función fisiológica de la vasodilatación es incrementar el flujo de sangre que llega a un órgano o tejido. Por ejemplo la vasodilatación de las arterias cerebrales aumenta la llegada de sangre al cerebro y la vasodilatación de las arterias coronarias aumenta el flujo de sangre al corazón. Como consecuencia de la vasodilatación puede producirse disminución de la presión arterial cuando ocurre en el territorio arterial.

### Regulación de la temperatura corporal
La vasodilatación juega un papel en el control de la temperatura corporal, en respuesta a un aumento de temperatura interna, el hipotálamo envía señales que provocan vasodilatación cutánea, la cual favorece la pérdida de calor a través de la piel y ocasiona además aumento en la producción de sudor por las glándulas sudoríparas.

### Sistema barorreceptor
Los barorreceptores son receptores de presión situados en las paredes de las grandes arterias. Ante un incremento de presión, envían señales al sistema nervioso central que mediante órdenes automáticas mediadas por el sistema nervioso autónomo provoca vasodilatación de los vasos sanguíneos periféricos y disminución de la frecuencia cardíaca para volver a equilibrar la presión arterial y que esta se mantenga estable a pesar de cambios posturales u otras alteraciones.

## Vasodilatadores endógenos
Son sustancias que produce el propio organismo y tienen la capacidad de provocar vasodilatación, entre ellas el óxido nítrico, la histamina, la bradicinina, la sustancia P y el péptido intestinal vasoactivo.

## Terapéutica
En medicina se utilizan diversos medicamentos con propiedades vasodilatadoras. Muchos de ellos son útiles para el tratamiento de la hipertensión arterial, por ejemplo minoxidil, nitroprusiato, amlodipino y otros fármacos de la familia de las dihidropiridinas. También es vasodilatora la cafinitrina que se utiliza en las crisis de angor.